# Дорсет (окръг, Мериленд)
Окръг Дорсет (на английски: Dorchester County) е окръг в щата Мериленд, Съединени американски щати. Площта му е 2546 km², а населението - 30 674 души (2000). Административен център е град Кеймбридж.